# Летище Приморско
Летище Приморско (ICAO ID: LBPR) е летище, изградено непосредствено до Приморско от „Албена“ АД към 2003 г.
Има всички разрешителни и лиценз, издадени от главна дирекция „Гражданска въздушна администрация“ през 2005 г. Пистата на съоръжението е с размери 910 m/300 m, с асфалтово покритие, предназначена за малки, 10-12-местни самолети.
Използва се предимно за частни самолети, за парашутизъм и други и спортни цели. През 2011 г. там е проведен Балканският авиационен фестивал.